# Білі хлопчики
Бі́лі хло́пчики (англ. Whiteboys; ірл. na Buachaillí Bána) були таємною ірландською аграрною організацією в Ірландії XVIII століття, яка застосовувала жорстокі тактики для захисту прав фермерів на землю для ведення натурального господарства. Їх назва походить від білих смоків (англ. smock; верхній одяг, який традиційно носили сільські робітники, зокрема чабани та возії в частині Англії та Уельсу впродовж XVIII століття), які члени організації одягали в нічні набіги. Вони називали себе «дітьми королеви Сів Олто» (англ. Queen Sive Oultagh's children). Вони боролися проти непомірної орендної плати, церковної десятини, виселень та інших гнітючих дій.

## У популярній культурі
В російському перекладі фільму «Правдива історія банди Келлі» банду Келлі називають «дітьми Сіва», хоча Сів жіночої статі, а тому правильним є словосполучення «діти Сіви».